# پروانه سیه‌چرده
 پروانه سیه‌چرده(نام علمی: Cethosia myrina) نام یک گونه از تیره فرچه‌پایان است.